# Anthiyur
Anthiyur är en ort i Indien.   Den ligger i distriktet Erode och delstaten Tamil Nadu, i den södra delen av landet, 1 900 km söder om huvudstaden New Delhi. Anthiyur ligger 223 meter över havet och antalet invånare är 20 436.
Terrängen runt Anthiyur är platt åt sydost, men åt nordväst är den kuperad. Runt Anthiyur är det tätbefolkat, med 276 invånare per kvadratkilometer. Närmaste större samhälle är Kumarapalayam, 19,5 km sydost om Anthiyur. Trakten runt Anthiyur består till största delen av jordbruksmark.